# One (singel U2)
One – ballada rockowa irlandzkiego zespołu U2. Wydana na singlu piosenka, znalazła się na albumie Achtung Baby z 1991 roku. Do napisania tej piosenki zespół zainspirował riff gitarowy z innej piosenki U2 „Ultraviolet (Light My Way)”.
Według głosowania, które przeprowadziła firma Sony, „One” jest na 5. pozycji wśród przebojów wszech czasów. W kwietniu 2006 nową wersję piosenki nagrała Mary J. Blige (gościnnie z Bono, wokalistą U2). Także grupa Lighthouse Family wykorzystała w 2001 fragmenty tekstu tej piosenki, w wersji akustycznej została nagrana przez Johnny’ego Casha na płycie American III:Solitary Man.
W 2004 utwór został sklasyfikowany na 36. miejscu listy 500 utworów wszech czasów magazynu Rolling Stone. W 2005 zespół U2 wykonał „One” podczas koncertu Live 8 w Hyde Parku w Londynie. Piosenka jest hymnem Amnesty International.
Do piosenki nakręcono trzy teledyski. Podstawowy wyreżyserował współpracujący z zespołem Anton Corbijn, a pokazywał on historię opowiedzianą przez muzyków przebranych za kobiety. W filmiku pojawiły się używane przez U2 w celach promocyjnych trabanty oraz ojciec Bono w roli starszego człowieka. Klip wzbudził na początku lat 90. spore kontrowersje, dlatego zespół U2 zdecydował się szybko nakręcić inną wersję – z braku czasu postawiono na szybki w realizacji i prosty film z bizonami, kwiatami i pojawiającym się w różnych językach słowem ‘one’. Ta wersja w Polsce pokazywana była jako pierwsza i dla wielu polskich fanów grupy uzyskała status kultowego teledysku U2. Nieco później nakręcono trzecią wersję – z zespołem grającym na scenie i Bono siedzącym w knajpie.

## Spis utworów
Wersja podstawowa
1. „One” (wersja z albumu) – 4:36
2. „Lady With the Spinning Head (UV1)” – 3:54
3. „Satellite of Love” – 4:00
4. „Night and Day” (remiks Steel String) – 7:00

To typowa lista utworów na wydawnictwie 5". Wersja 7" zawiera tylko dwa pierwsze utwory, a 12" dodatkowo „Satellite Of Love”.